# Nialamid
Nialamid (Niamid) ireverzibilni i neselektivni je inhibitor monoaminske oksidaze (MAOI) iz hidrazinske hemijske klase, koji je korišten kao antidepresiv i anksiolitik.

## Potencijalne primene
Nialamid se ponekad koristi za tretman trigeminalne neuralgije, geleralizovanog anksioznog poremećaja i socijalne fobije. On je takođe izučavan za moguću primenu u tretmanu alkoholizma, iregularne menstruacije, angine, cerebrovaskularnih poremećaja, i za prevenciju streptomicinom indukovane gluvoće.

## Spoljašnje veze
|  | Molimo Vas, obratite pažnju na važno upozorenje u vezi sa temama iz oblasti medicine (zdravlja). |